# Uetersen
Uetersen (API : /ˈyːtɐzən/) est une ville de l'arrondissement de Pinneberg (Kreis Pinneberg) du Land Schleswig-Holstein, en Allemagne. La ville compte 18 496 habitants au 31 décembre 2018. Uetersen est localisé à 30 kilomètres au nord-ouest de Hambourg, au bord du petit fleuve Pinnau, près de l'Elbe.

## Politique
Le parlement de la ville d'Uetersen (Ratsversammlung) est composé de la façon suivante (élections de 2008) :
- Union chrétienne-démocrate d'Allemagne, 10 sièges ;
- Parti social-démocrate d'Allemagne, 11 sièges ;
- Bürger für Bürger, 6 sièges ;
- Parti libéral-démocrate, 3 sièges.

## Curiosités
- Klosterkirche

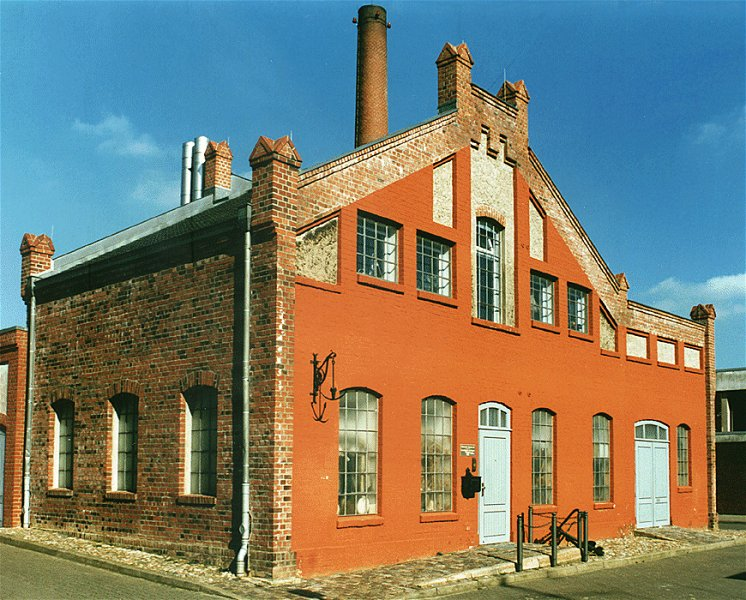
Museum für Stadt- und Heimatgeschichte

- Rosarium Uetersen, la roseraie la plus importante d'Allemagne du nord (1929)
- Museum Langes Tannen
- Uetersener Wasserturm
- Kloster Uetersen
- Cäcilie-Bleeker-Park

## Jumelages
- Wittstock/Dosse (Allemagne) depuis le 3 octobre 1990[1]

Actuellement, un jumelage est envisagé avec une ville fêtant les roses, la ville d'El Kelaâ Mgouna (Maroc) selon l'ambassadeur marocain en Allemagne. Celui-ci serait alors effectivement le premier jumelage de deux villes fêtant les roses[réf. nécessaire].

## Personnalités célèbres d'Uetersen
- Arthur Drews (1865-1935), philosophe
- Sören von Rönne (1966-), gagnant de la médaille d'argent en saut d'obstacles en 1994 à La Haye